# 인민예술가
인민예술가는 소비에트 연방을 시작으로, 소련의 영향을 받은 나라들에서 예술가에게 내리는 명예 칭호이다.
- 소비에트 연방의 인민예술가
- 베트남 사회주의 공화국의 인민예술가
- 조선민주주의인민공화국의 인민예술가

## 같이 보기
- 러시아 인민예술가상